# St. Jakobus der Ältere (Weiskirchen)

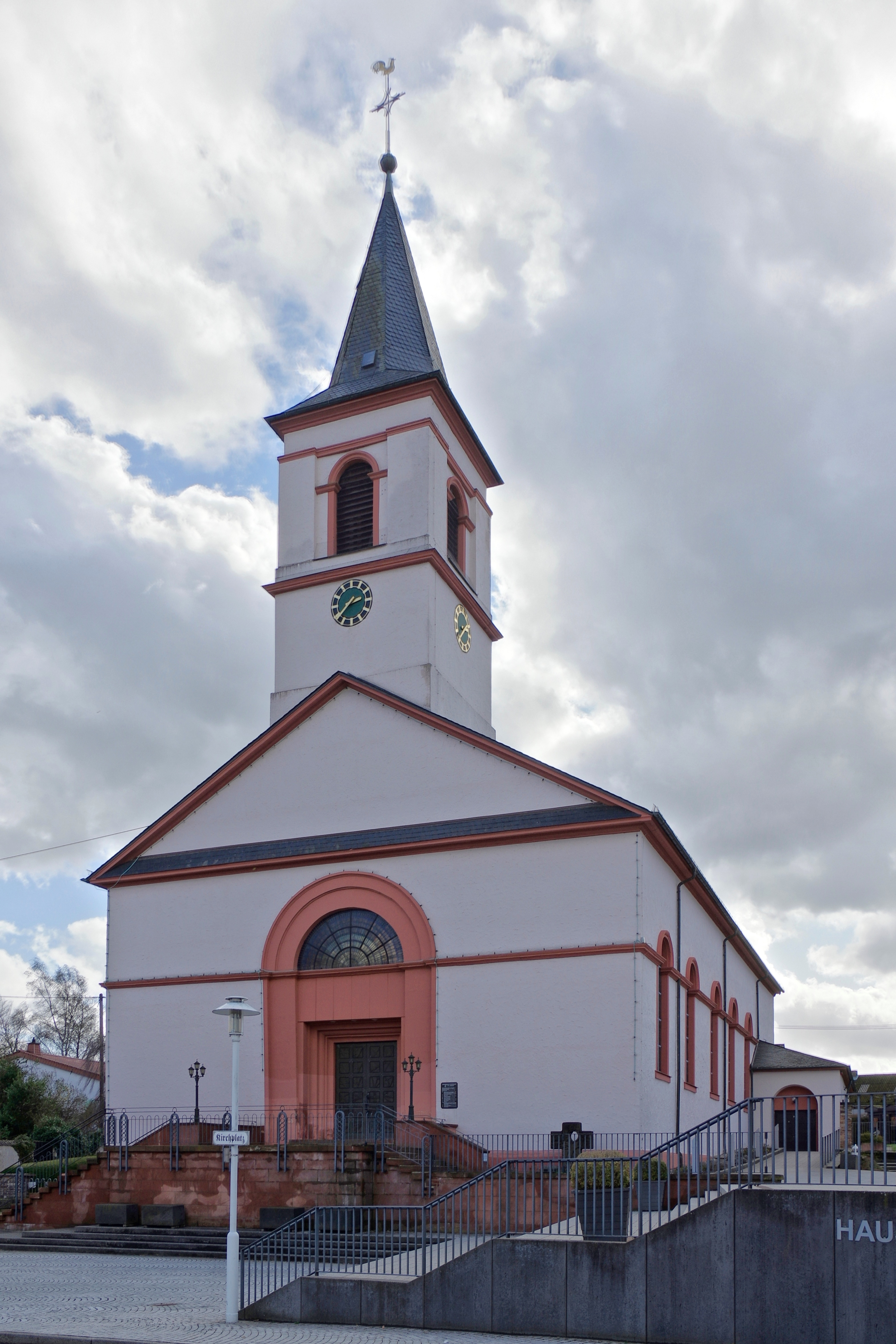
Die katholische Pfarrkirche St. Jakobus der Ältere in Weiskirchen

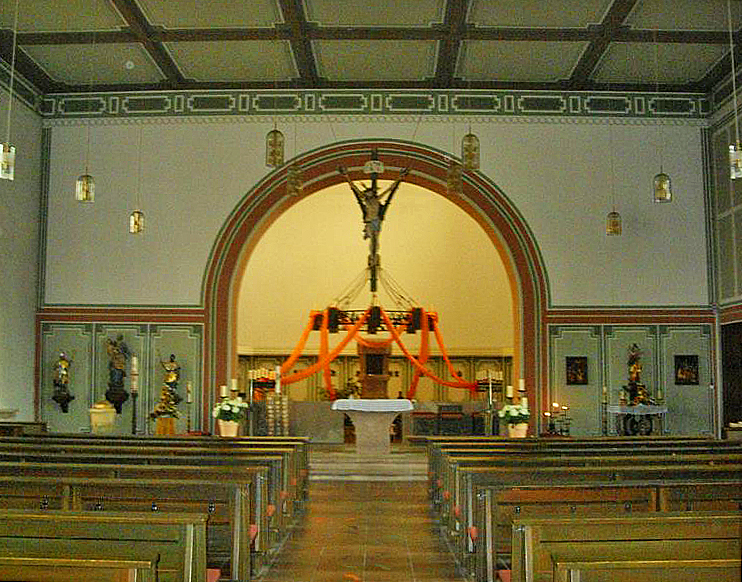
Blick ins Innere der Kirche

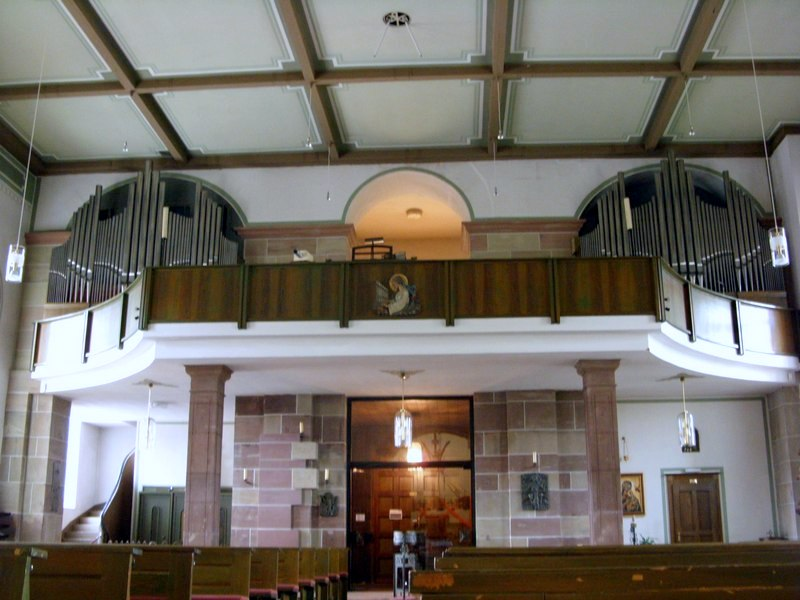
Orgelempore

Die Kirche St. Jakobus der Ältere ist eine römisch-katholische Pfarrkirche in Weiskirchen, Landkreis Merzig-Wadern, Saarland. Die Kirche trägt das Patrozinium von Jakobus dem Älteren und ist in der Denkmalliste des Saarlandes als Einzeldenkmal aufgeführt.

## Geschichte
Die heutige Kirche wurde in den Jahren 1830 bis 1833 errichtet. Zuvor war um das Jahr 1830 die gotische Vorgängerkirche abgerissen worden.
Von 1945 bis 1948 erfolgte eine Restaurierung und im Jahr 1952 eine Erweiterung der Kirche. Die Erweiterungsmaßnahme, für die Architekt Franz Luy (Weiskirchen) verantwortlich zeichnete ging einher mit dem Abbruch des klassizistischen Chors und dem Bau einer Sakramentskapelle.
In den Jahren 1979 bis 1991 folgten weitere Restaurierungs- und Umbauarbeiten, wobei sich die Umbauten auf die Gestaltung des Innenraums bezogen.

## Ausstattung
Zur Ausstattung der Kirche gehören Werke des Bildhauers Willi Hahn (Trier). Dazu zählen der Ambo von 1979, der Altar von 1981, sowie die 63 Zentner schwere Sakramentssäule aus Sandstein in der Sakramentskapelle von 1982, die biblische Szenen aus Altem und Neuem Testament darstellt. In der Sakramentskapelle befindet sich außerdem eine oktogonale, aus Bronze geschmiedete 9 Zentner schwere Leuchterkrone von 1990 des Metallbildhauers Klaus Apel (Trier-Kernscheid).
Von dem Kölner Bildhauer und Goldschmied Egino Weinert stammen die Kreuzwegstationen sowie zahlreiche sonstige Bronzearbeiten, wie z. B. der Gnadenstuhl oder der Barmherzige Vater.
Weitere sakrale Ausstattungsgegenstände sind das um 1500 entstandene Taufbecken, zahlreiche Heiligenfiguren aus dem 17. und frühen 18. Jahrhundert, ein Reliquiar aus dem 17. Jahrhundert im gotischen Stil, ein großes Altarhängekreuz aus der Zeit um 1630, sowie zwei barocke Monstranzen.
Sechs Fenster der Kirche aus den Jahren 1951 bis 1961 zeigen Darstellungen der Heilsgeheimnisse. Vor der Pieta-Kapelle befindet sich ein großes Gitter mit Bergkristall und Krone und sieben Schwertern.

## Orgel
Die Orgel der Kirche wurde 1951 von der Firma Gebr. Späth Orgelbau (Mengen) erbaut und 1981 durch die Firma Hugo Mayer Orgelbaun umgebaut und um vier Register erweitert.
Das Instrument verfügt über 26 (28) Register, verteilt auf 2 Manuale und Pedal. Die Disposition lautet wie folgt:
| I Hauptwerk |             |       |
| 1.          | Pommer      | 16′   |
| 2.          | Prinzipal   | 8′    |
| 3.          | Holzgedackt | 8′    |
| 4.          | Oktave      | 4′    |
| 5.          | Rohrflöte   | 4′    |
| 6.          | Quinte      | 2 ⁄3′ |
| 7.          | Oktave      | 2′    |
| 8.          | Mixtur IV-V | 1 ⁄3′ |
| 9.          | Trompete    | 8′    |

| II Schwellwerk |                   |        |
| 10.            | Portunalflöte     | 8′     |
| 11.            | Salicional        | 8′     |
| 12.            | Vox coelestis     | 8′     |
| 13.            | Singend Principal | 4′     |
| 14.            | Traversflöte      | 4′     |
| 15.            | Nazard            | 2 ⁄3′  |
| 16.            | Nachthorn         | 2′     |
| 17.            | Terz              | 1 3⁄5′ |
| 18.            | Quinte            | 1 ⁄3′  |
| 19.            | Cymbel III        |        |
| 20.            | Basson            | 16′    |
| 21.            | Horn              | 8′     |
|                | Tremulant         |        |

| Pedal C–d1 |               |              |
| 22.        | Subbass       | 16′          |
|            | Gedecktbass   | 16′ (= Nr.1) |
| 23.        | Oktavbass     | 8′           |
|            | Gedecktbass   | 8′ (= Nr.3)  |
| 25.        | Choralbass    | 4′           |
| 26.        | Hintersatz IV |              |
| 27.        | Posaune       | 16′          |

- Koppeln: II/I, I/P, II/P, II/P (Super)
- Spielhilfen: 2 freie Kombinationen, 1 freie Pedalkombination, Tutti, Registercrescendo (als Walze und Handhebel), Zungeneinzelabsteller

## Glocken
Im Jahr 1955 goss die Saarlouiser Glockengießerei in Saarlouis-Fraulautern, die von Karl (III) Otto von der Glockengießerei Otto in Bremen-Hemelingen und dem Saarländer Alois Riewer 1953 gegründet worden war, für die Jakobus-Kirche fünf Bronzeglocken mit den Schlagtönen: cis′ – e′ – fis′ – gis′ – h′. Die Glocken haben folgende Durchmesser: 1475 mm, 1240 mm, 1104 mm, 984 mm, 861 mm und wiegen: 1930 kg, 1225 kg, 825 kg, 615 kg, 415 kg.